# 부평여자중학교
부평여자중학교(富平女子中學校)는 대한민국 인천광역시 부평구 부개동에 있는 공립 중학교이다.

## 학교 연혁
- 1968년 8월 16일 : 부평여자중학교 설립허가(36학급)
- 1970년 3월 1일 : 초대 이준경 교장 취임
- 1970년 3월 3일 : 1학년 8학급 개교
- 2002년 12월 31일 : 청람관 완공
- 2004년 2월 7일 : 체육관 완공
- 2005년 2월 15일 : 도서관 개관식
- 2009년 4월 20일 : 생태숲 완공
- 2010년 12월 7일 : Wee Class(상담전용실) 완공
- 2013년 6월 27일 : 진로 활동실 완공
- 2022년 5월 3일 : 급식실 현대화공사 완료
- 2024년 2월 7일 : 제52회 졸업식(117명, 총 24,638명)
- 2024년 3월 4일 : 신입생 입학(5학급 102명)
- 2024년 9월 1일 : 제18대 황지화 교장 취임

## 참고 자료
- 부평여자중학교 - 한국교육학술정보원 학교알리미